# Coupe de France 1993/94
Het seizoen 1993/94 was het 77e seizoen van de Coupe de France in het voetbal. Het toernooi werd georganiseerd door de Franse voetbalbond.
Dit seizoen namen er 6261 clubs deel. De competitie ging in de zomer van 1993 van start en eindigde op 14 mei 1994 met de finale in het Parc des Princes in Parijs. De finale werd gespeeld tussen Association de la Jeunesse Auxerroise (voor de tweede keer finalist) en Montpellier HSC (voor de vierde keer finalist). AJ Auxerre, met de Nederlander Frank Verlaat in de gelederen, veroverde voor de eerste keer de beker door Montpellier HSC met 3-0 te verslaan.
Als bekerwinnaar vertegenwoordigde AJ Auxerre Frankrijk in de Europacup II 1994/95.

## Uitslagen

### 1/32 finale
De 20 clubs van de Division 1 kwamen in deze ronde voor het eerst in actie. De wedstrijden werden op 21, 22 en 23 januari gespeeld.
 * = thuis; 8 wedstrijden werden op neutraal terrein gespeeld. 
| Winnaar                      | Uitslag      | Verliezer                |
| ---------------------------- | ------------ | ------------------------ |
| AJ Auxerre                   | 3-0          | Garde Saint-Ivy Pontivy  |
| Montpellier HSC              | 0-0 ns (4-2) | US Saint-Malo            |
| FC Nantes                    | 2-0          | FC Vaulx-en-Velin        |
| RC Lens                      | 5-0          | Foyer Espérance Trélazéé |
| Racing 92                    | 2-1          | Paris FC                 |
| Olympique Marseille          | 0-0 ns (4-2) | ESA Brive *              |
| Valenciennes FC              | 1-1 ns (4-3) | US Fécamp *              |
| Paris Saint-Germain          | 10-0         | Côte Chaude Sportif      |
| FC Sète *                    | 1-0          | SM Caen                  |
| Stade Laval *                | 2-0          | FC Rouen                 |
| Girondins Bordeaux           | 1-1 ns (3-2) | RC Strasbourg *          |
| Olympique Charleville        | 1-0          | AS Évry *                |
| SO Châtellerault             | 0-0 ns (6-5) | FC Bourges *             |
| AS Monaco                    | 1-0          | AS Muret *               |
| Olympique Alès en Cévennes * | 2-1          | FC Perpignan             |
| EA Guingamp                  | 3-2 nv       | AS Cannes                |

| Winnaar           | Uitslag      | Verliezer                   |
| ----------------- | ------------ | --------------------------- |
| CS Sedan          | 1-0          | US Forbach *                |
| AS Beauvais Oise  | 3-2          | Le Havre AC *               |
| FC Lorient        | 1-0          | US Jeanne d'Arc Carquefou * |
| SC Bastia         | 2-0          | FC Martigues                |
| LB Châteauroux *  | 1-0          | Angers SCO                  |
| FC Sochaux        | 2-1 nv       | SA Épinal *                 |
| Stade Rennes      | 2-1 nv       | Lille OSC *                 |
| CS Avion          | 1-1 ns (3-1) | RC Lons-le-Saunier          |
| AS Libourne       | 1-0          | ES Viry-Chatillon *         |
| Olympique Lyon *  | 2-0          | Olympique Nîmes             |
| Le Mans UC        | 4-0          | FC Sens *                   |
| Pau FC *          | 1-1 ns (4-3) | AS Saint-Étienne            |
| FC Metz           | 1-0          | FC Saint-Leu                |
| Toulouse FC       | 2-1          | CS Neuville                 |
| AS Lyon-Duchère * | 1-0          | Stade Rodez                 |
| Red Star 93       | 4-0          | ES Vitrolles *              |

### 1/16 finale
De wedstrijden werden op 11, 12 en 13 februari gespeeld.
 * = thuis; ** St.Germain-Avion in Lens 
| Winnaar             | Uitslag      | Verliezer          |
| ------------------- | ------------ | ------------------ |
| AJ Auxerre *        | 4-2          | CS Sedan           |
| Montpellier HSC     | 3-0          | AS Beauvais Oise * |
| FC Nantes           | 2-0 nv       | FC Lorient *       |
| RC Lens *           | 3-0          | SC Bastia          |
| Racing 92           | 1-1 ns (4-1) | LB Châteauroux *   |
| Olympique Marseille | 1-0          | FC Sochaux *       |
| Valenciennes FC     | 1-1 ns (4-3) | Stade Rennes *     |
| Paris Saint-Germain | 4-1 nv       | CS Avion **        |

| Winnaar                      | Uitslag      | Verliezer       |
| ---------------------------- | ------------ | --------------- |
| FC Sète *                    | 1-0          | AS Libourne     |
| Stade Laval *                | 1-1 ns (3-1) | Olympique Lyon  |
| Girondins Bordeaux           | 0-0 ns (8-7) | Le Mans UC *    |
| Olympique Charleville        | 1-1 ns (7-6) | Pau FC *        |
| SO Châtellerault *           | 3-1 nv       | FC Metz         |
| AS Monaco                    | 2-0          | Toulouse FC *   |
| Olympique Alès en Cévennes * | 3-0          | AS Lyon-Duchère |
| EA Guingamp *                | 2-1          | Red Star 93     |

### 1/8 finale
De wedstrijden werden op 18 en 19 maart gespeeld.
 * = thuis, ** Auxerre-Sète in Béziers 
| Winnaar         | Uitslag | Verliezer             |
| --------------- | ------- | --------------------- |
| AJ Auxerre      | 4-1     | FC Sète **            |
| Montpellier HSC | 2-1     | Stade Laval *         |
| FC Nantes *     | 1-0     | Girondins Bordeaux    |
| RC Lens *       | 3-1 nv  | Olympique Charleville |

| Winnaar                 | Uitslag      | Verliezer                  |
| ----------------------- | ------------ | -------------------------- |
| Racing 92               | 1-0          | SO Châtellerault *         |
| Olympique Marseille     | 0-0 ns (4-3) | AS Monaco *                |
| US Valenciennes-Anzin * | 2-1          | Olympique Alès en Cévennes |
| Paris Saint-Germain     | 1-0          | EA Guingamp *              |

### Kwartfinale
De wedstrijden werden op 19 en 23 april en 4 mei gespeeld.
 * = thuis 
| Winnaar         | Uitslag      | Verliezer             |
| --------------- | ------------ | --------------------- |
| AJ Auxerre      | 2-1          | Racing 92 *           |
| Montpellier HSC | 0-0 ns (4-3) | Olympique Marseille * |
| FC Nantes *     | 3-1          | US Valenciennes-Anzin |
| RC Lens         | 2-1          | Paris Saint-Germain * |

### Halve finale
De wedstrijden werden op 10 mei gespeeld.
 * = thuis 
| Winnaar         | Uitslag | Verliezer |
| --------------- | ------- | --------- |
| AJ Auxerre *    | 1-0     | FC Nantes |
| Montpellier HSC | 2-0     | RC Lens * |

### Finale
|             |                                                         |       |                 |                                                                          |
| 14 mei 1994 | AJ Auxerre                                              | 3 – 0 | Montpellier HSC | Parc des Princes, Parijs Toeschouwers: 45.189 Scheidsrechter: Marc Batta |
| 14 mei 1994 | Moussa Saïb 17' Gérald Baticle 48' Corentin Martins 86' |       |                 | Parc des Princes, Parijs Toeschouwers: 45.189 Scheidsrechter: Marc Batta |

1917/18 · 1918/19 · 1919/20 · 1920/21 · 1921/22 · 1922/23 · 1923/24 · 1924/25 · 1925/26 · 1926/27 · 1927/28 · 1928/29 · 1929/30 · 1930/31 · 1931/32 · 1932/33 · 1933/34 · 1934/35 · 1935/36 · 1936/37 · 1937/38 · 1938/39 · 1939/40 · 1940/41 · 1941/42 · 1942/43 · 1943/44 · 1944/45 · 1945/46 · 1946/47 · 1947/48 · 1948/49 · 1949/50 · 1950/51 · 1951/52 · 1952/53 · 1953/54 · 1954/55 · 1955/56 · 1956/57 · 1957/58 · 1958/59 · 1959/60 · 1960/61 · 1961/62 · 1962/63 · 1963/64 · 1964/65 · 1965/66 · 1966/67 · 1967/68 · 1968/69 · 1969/70 · 1970/71 · 1971/72 · 1972/73 · 1973/74 · 1974/75 · 1975/76 · 1976/77 · 1977/78 · 1978/79 · 1979/80 · 1980/81 · 1981/82 · 1982/83 · 1983/84 · 1984/85 · 1985/86 · 1986/87 · 1987/88 · 1988/89 · 1989/90 · 1990/91 · 1991/92 · 1992/93 · 1993/94 · 1994/95 · 1995/96 · 1996/97 · 1997/98 · 1998/99 · 1999/00 · 2000/01 · 2001/02 · 2002/03 · 2003/04 · 2004/05 · 2005/06 · 2006/07 · 2007/08 · 2008/09 · 2009/10 · 2010/11 · 2011/12 · 2012/13 · 2013/14 · 2014/15 · 2015/16 · 2016/17 · 2017/18 · 2018/19 · 2019/20 · 2020/21 · 
2021/22 · 2022/23 · 2023/24 · 2024/25 ·